# Michel Coloni
Michel Coloni (Parijs, 25 augustus 1927 – Tivernon, 6 juli 2016) was een Frans bisschop van de Rooms-Katholieke Kerk.

## Biografie
Coloni werd in 1954 tot priester gewijd. In 1982 werd hij tot hulpbisschop van Parijs gewijd door paus Johannes-Paulus II. In 1989 werd hij bisschop van Dijon. Na 15 jaar ging hij in 2004 met emeritaat. 
Hij overleed op 88-jarige leeftijd.
- Bibliothèque nationale de France: cb120148762 (data)
- International Standard Name Identifier: 0000 0003 7451 7574
- Système universitaire de documentation: 028280369
- Virtual International Authority File: 71402456